# Diocesi di Comana Pontica
La diocesi di Comana Pontica (in latino Dioecesis Comanena Pontica) è una sede soppressa del patriarcato di Costantinopoli e una sede titolare della Chiesa cattolica.

## Storia
Comana Pontica, le cui rovine si trovano nei pressi di Gümenek nell'odierna Turchia, è un'antica sede episcopale della provincia romana del Ponto Polemoniaco nella diocesi civile del Ponto. Faceva parte del patriarcato di Costantinopoli ed era suffraganea dell'arcidiocesi di Neocesarea. La sede è documentata nelle Notitiae Episcopatuum del patriarcato fino al XII secolo.
Il Martirologio Romano, alla data dell'11 agosto, ricorda il martire sant'Alessandro, filosofo convertito al cristianesimo, che per umiltà esercitò il mestiere di carbonaio e che venne mandato come vescovo a Comana da san Gregorio il taumaturgo.
Lo stesso Martirologio ricorda, il 22 maggio, san Basilisco, che, secondo Palladio di Galazia, fu vescovo di Comana e che subì il martirio a Nicomedia all'epoca dell'imperatore Massimino Daia.
Di questa antica sede bizantina sono noti diversi vescovi, quattro dei quali, Elpidio, Protimio, Giovanni I e Teodoro, presero parte ai concili ecumenici della loro epoca. A questi si aggiungono: Pietro, che sottoscrisse nel 458 la lettera dei vescovi del Ponto Polemoniaco all'imperatore Leone in seguito all'uccisione del patriarca Proterio di Alessandria.; Ormiza, che fu incaricato attorno al 460 di un'inchiesta nei confronti del sacerdote Lampezio, condannato da un sinodo celebrato da Alipio di Cesarea; e Giovanni II, che sottoscrisse la lettera del metropolita Stiliano di Neocesarea contro il patriarca Fozio di Costantinopoli, indirizzata a papa Stefano V. La sigillografia ha restituito il nome di un altro vescovo di Comana, Teodosio, vissuto tra X e XI secolo.
Dal XIX secolo Comana Pontica è annoverata tra le sedi vescovili titolari della Chiesa cattolica; la sede è vacante dal 31 gennaio 1969.

## Cronotassi

### Vescovi greci
- Sant'Alessandro † (circa 248 - circa 250 deceduto)
- San Basilisco † (? - circa 312 deceduto)
- Elpidio † (menzionato nel 325)
- Protimio ? † (menzionato nel 431)
- Pietro † (menzionato nel 458)
- Ormiza † (menzionato nel 460 circa)
- Giovanni I † (menzionato nel 680)
- Teodoro † (menzionato nel 787)
- Giovanni II ? † (menzionato nell'891)
- Teodosio ? † (circa X-XI secolo)

### Vescovi titolari
La cronotassi di Comana di Armenia comprende anche alcuni vescovi di questa sede, in quanto nelle fonti citate le due cronotassi non sono distinte.
- Benito Lascano y Castillo † (19 ottobre 1830 - 11 luglio 1836 nominato vescovo di Córdoba)
- John William Campling, M.H.M. † (13 maggio 1925 - 23 settembre 1961 deceduto)
- Vicente Felicísimo Maya Guzmán † (29 novembre 1963 - 31 gennaio 1969 nominato vescovo di Machala)